# Нові Пазар (футбольний клуб)
Футбольний клуб Нові Пазар або просто ФК «Нові Пазар» (серб. Фудбалски клуб Нови Пазар) — професіональний сербський футбольний клуб з міста Нові Пазар.

## Відомі гравці
Для того, щоб потрапити до цього розділу гравець має відповідати принаймні одному з наступних критеріїв:
- Зіграти щонайменше 100 матчів у вищій лізі чемпіонату Сербії;
- Зіграти щонайменше 80 матчів у футболці свого клубу;
- Встановити рекорд клубу або виграти індивідуальну нагороду під час своїх виступів за клуб;
- Зіграти принаймні один матч за свою національну збірну протягом ігрової кар'єри.

| - Рахім Беширович - Альмір Гегич - Сеад Хаджибулич - Сеад Халілагич - Адмір Кецап - Кемаль Куч - Джордже Туторич - Байро Жупич - Даріо Дам'янович | - Петар Єлич - Денис Муйкич - Сеад Рамович - Адмір Рашчич - Неманья Супич - Луїс Альфредо Лопес - Вінсент Каїзі - Абдулах Гегич |

## Відомі тренери
| - Байро Жупич - Фікрет Грбович - Ненад Мілованович - Сеад Халілагич (2006–07) - Младен Додич (1 грудня 2007–??) - Йовиця Шкоро (24 вересня 2010 – 4 січня 2011) - Ізет Ляїч (в.о.) (2 червня 2011 – 30 червня 2011) - Михайло Іванович (5 липня 2011 – 29 серпня 2011) | - Любомир Рістовський (23 вересня 2011 – 5 квітня 2012) - Драголюб Беквалац (5 квітня 2012 – 25 грудня 2012) - Славенко Кузелєвич (25 грудня 2012 – 2 квітня 2013) - Небойша Вучичевич (11 квітня 2013 – 3 серпня 2013) - Мілан Міланович (3 серпня 2013 – 16 грудня 2013) - Зоран Нєгуш (23 грудня 2013 – 30 червня 2014) - Мілорад Косанович (2014–2015) |